# أماتول

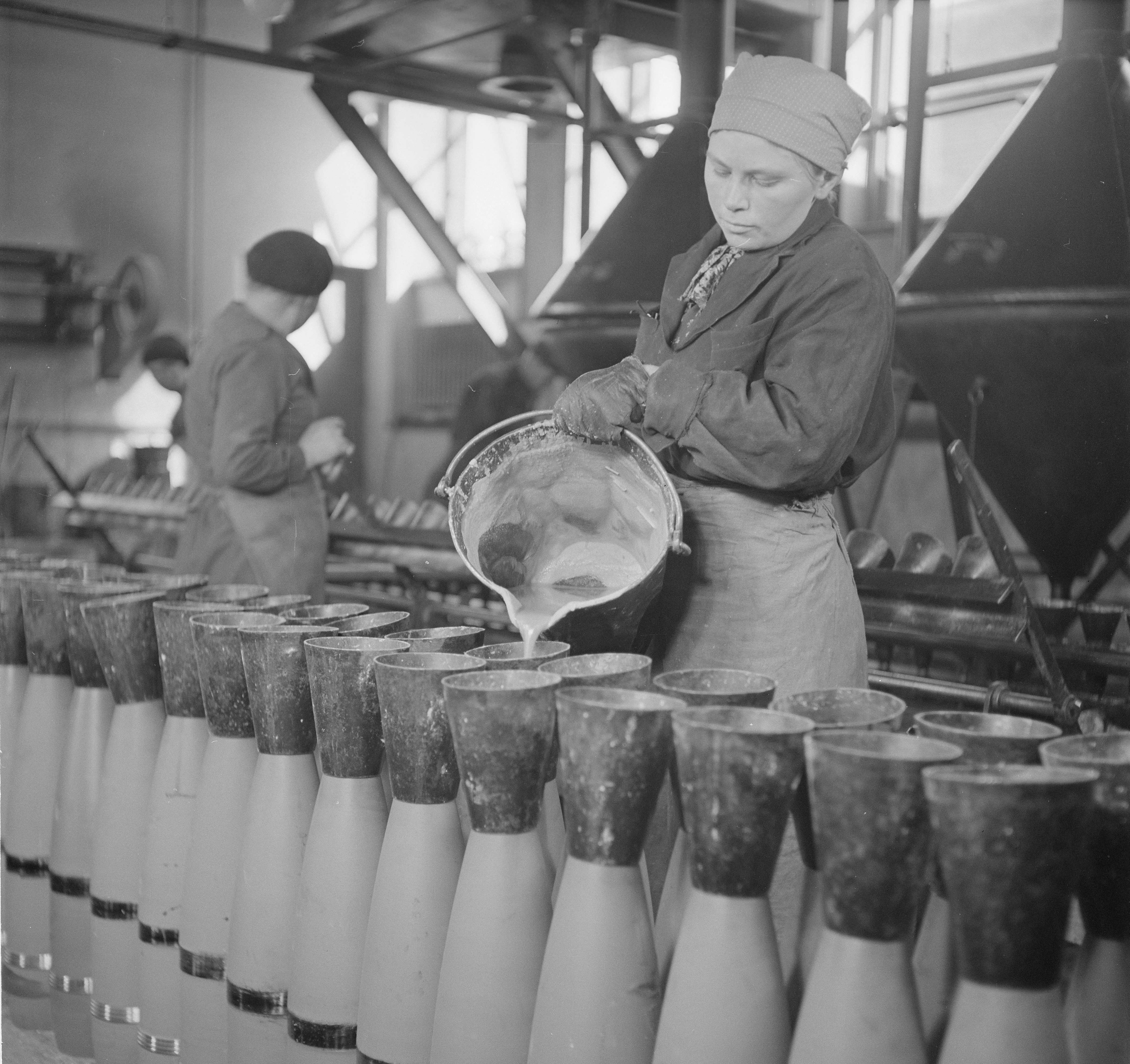
قذائف 152 ملم مملوءة بسائل أماتول. فنلندا ، 1942

أماتول هي مادة شديدة الانفجار مصنوعة من خليط من مادة تي إن تي ونترات الأمونيوم. ينشأ الاسم البريطاني من عبارة الأمونيوم والتولوين (أحد مكونات TNT). كان هناك مخاليط مماثلة معروفة (جزء 1 ثنائي النفثالين و 7 أجزاء نترات الامونيوم). تم استخدام أماتول على نطاق واسع خلال الحرب العالمية الأولى والحرب العالمية الثانية وعادة ما يكون هو الحشوة التفجيرية في الأسلحة العسكرية مثل قنابل الطائرات، والقذائف، وقذائف الأعمق، والألغام البحرية. تم استبداله في النهاية بمواد متفجرة بديلة مثل مركب B ، وتوربيكس، وتريتون.

## تصنيع واستخدام

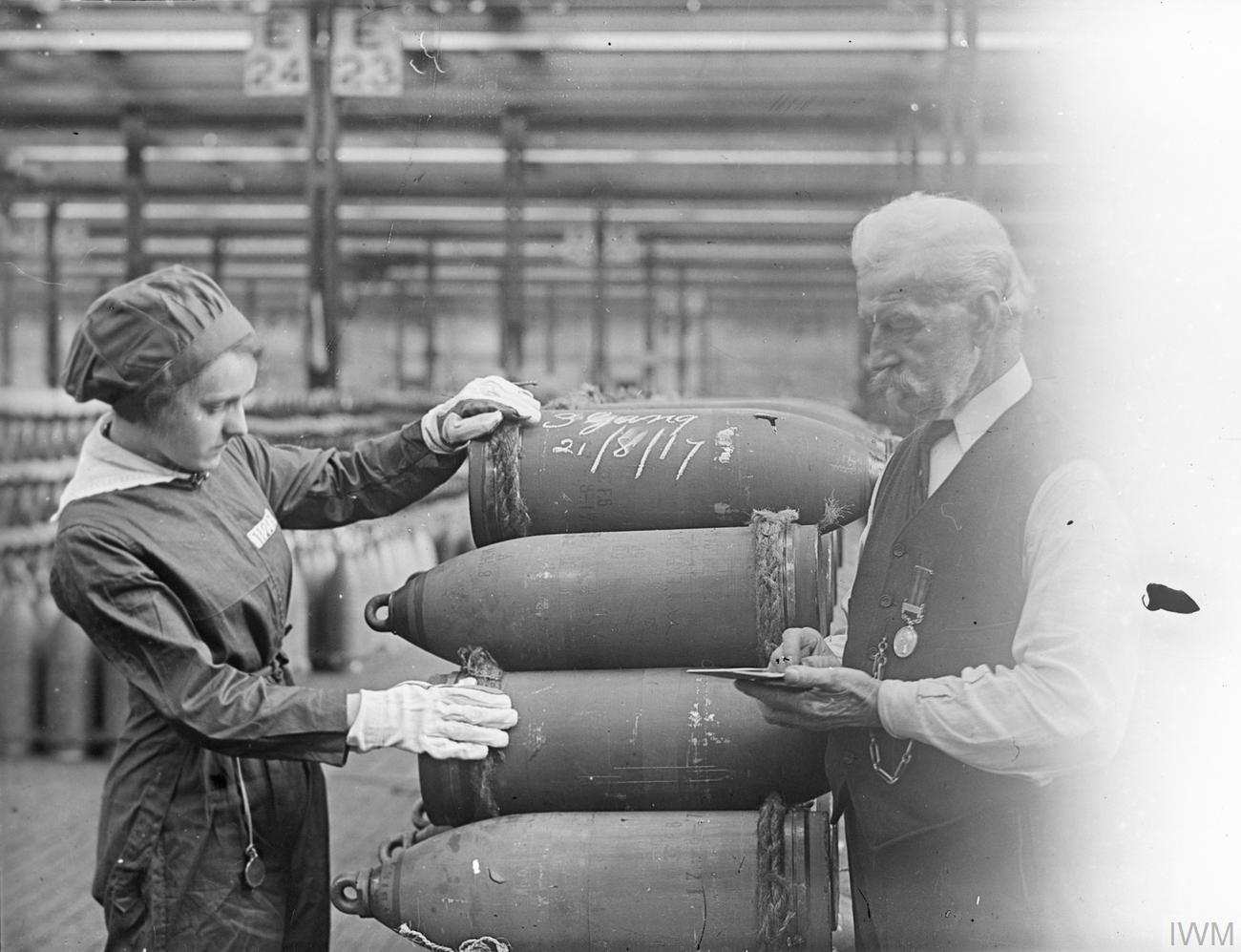
تُظهر الصورة عاملة في مصنع تشيلويل البريطاني أثناء فحص قذائف مملوءة بمادة الأماتول عام 1917، في ذروة مجهودات التصنيع العسكري خلال الحرب العالمية الأولى.

أماتول يستغل التآزر بين التي إن تي ونترات الأمونيوم، حيث أن مادة تي إن تي لديها سرعة انفجارية عالية، لكنها تعاني من نقص في الأكسجين. يسبب نقص الأكسجين بقايا دخان أسود ناتجه من انفجار التي إن تي النقي. يزيد فائض الأكسجين من نترات الأمونيوم من إطلاق طاقة تي ان تي أثناء التفجير. اعتمادًا على نسبة المكونات المستخدمة، يترك أماتول بقايا من الدخان الأبيض أو الرمادي بعد التفجير. أماتول لديه سرعة انفجار أقل وأقل تشظي من تي ان تي ولكنه أرخص بسبب انخفاض تكلفة نترات الأمونيوم.
سمح أماتول بتوسيع إمدادات مادة تي ان تي بشكل كبير، مع انخفاض طفيف في القوة التدميرية للمنتج النهائي، طالما أن كمية مادة تي ان تي في الخليط لم تنخفض إلى أقل من 60 ٪. فالمخاليط التي تحتوي على أقل من 20 ٪ تي ان تي كانت للاستخدامات الأقل تطلبا.
تي ان تي أقل 50 ٪ في الأكسجين. أماتول هو متوازن الأكسجين وبالتالي فهو أكثر فعالية من مادة تي إن تي النقية عندما تنفجر تحت الأرض أو تحت الماء. يمكن تكييف معدات صناعة التعليب غير المعقدة نسبيًا لإنتاج الأماتول. يتم تسخين مادة تي ان تي برفق بواسطة البخار أو الماء الساخن حتى تذوب، واكتساب الخصائص الفيزيائية لشراب. ثم تضاف نسبة الوزن الصحيحة من نترات الأمونيوم المسحوق وتخلط. في حين أن هذا الخليط لا يزال في حالة منصهرة، فإنه يصب في أغلفة قنابل فارغة ويسمح ليبرد ويصلب. لا يمكن إنتاج أدنى درجات أماتول عن طريق صب مادة تي ان تي المنصهرة. بدلاً من ذلك، تم خلط مادة تي ان تي المفلتة تمامًا مع نترات الأمونيوم المجفف ثم ضغطها أو بثقها. 
يتراوح أماتول من اللون الأبيض إلى الأصفر أو البني الزهري قليلاً اعتمادًا على الخليط المستخدم، ويبقى طريًا لفترات طويلة من التخزين. وهو استرطابي، مما يعقد التخزين على المدى الطويل. لمنع حدوث مشاكل في الرطوبة، يتم شحن شحنة الأماتول بطبقة رقيقة من مادة تي إن تي المنصهرة النقية أو البيتومين بدلاً من ذلك. كان التخزين طويل الأجل نادرًا خلال الحروب لأن الذخائر المشحونة بالأماتول كانت تستخدم عمومًا بعد التصنيع بفترة وجيزة.
لا يجب تخزين الأماتول في حاويات مصنوعة من النحاس أو النحاس الأصفر، حيث يمكن أن تشكل مركبات غير مستقرة حساسة للاهتزاز.  مضغوطًا، فهو غير حساس نسبيًا ولكن قد يتم تفجيره من خلال التأثير الشديد، في حين أنه غير حساس للغاية عند الإلقاء. غالبًا ما يتم استخدام المتفجرات الأولية مثل فولمينات الزئبق كجهاز تفجير، إلى جانب شحنة معززة قابلة للانفجار مثل التيتريل.
شملت العبوات الناسفة المخبأة في HMS <i id="mwQQ">Campbeltown</i> أثناء غارة القديس نازير عام 1942 أماتول. الغواصات الصغيرة (القزمية) البريطانية من الفئة العاشرة (X) والتي زرعت عبوات ناسفة تحت سفينة حربية ألمانية تيربيتز في سبتمبر 1943 حملت «شحنة سرج» تحتوي على أربعة أطنان من أماتول. كما تضمنت رؤوس حربية للقنبلة الألمانية V-1 والصواريخ V-2 أماتول.
مشتق أماتول هو أماتيكس، الذي يتكون من 51٪ نترات الأمونيوم، 40٪ تي ان تي، و 9٪ آر دي إكس (التي لها أيضًا توازن سلبي في الأكسجين.)

## الآمونية
الأماتول نادر اليوم، إلا في الذخائر القديمة أو الذخائر غير المنفجرة. الآمونية، هي شكل من أشكال أماتول، عبارة عن مادة متفجرة للهندسة المدنية تحظى بشعبية في أوروبا الشرقية والصين. تشتمل عمومًا على مزيج 20/80 من مادة تي ان تي ونترات الأمونيوم، ويستخدم عادةً في المحاجر أو التعدين.
نظرًا لأن نسبة مادة تي ان تي أقل بكثير من نظيرتها العسكرية، فإن لدى الأمونييت قوة تدميرية أقل بكثير. بشكل عام، تبلغ شحنة الأمونيوم 30 كيلوجرام تقريبًا 20 كيلوجرام من مادة تي ان تي.

## أماتول، نيو جيرسي
كان أماتول هو الاسم الذي أطلق على مصنع للذخيرة والمجتمع المخطط له الذي بنته حكومة الولايات المتحدة في بلدة موليكا بولاية نيوجيرسي خلال الحرب العالمية الأولى. بعد الحرب، تم تفكيك المدينة. تم بناء طريق أتلانتيك سيتي السريع على جزء من موقع أماتول في عام 1926.